# هيلين براونينج
هيلين براونينج (بالإنجليزية: Helen Browning)‏ هي فلاحة بريطانية، ولدت في 22 نوفمبر 1961.